# Oskar Eberhard Ulbrich
Oskar Eberhard Ulbrich (Berlino, 17 settembre 1879 – 4 novembre 1952) è stato un botanico tedesco.
Ha studiato scienze naturali presso l'Università di Berlino, discepolo di Adolf Engler (1844-1930) e Simon Schwendener (1829-1919). Nel 1926 divenne curatore e professore al Museo Botanico di Berlino, dove nel 1938 fu nominato direttore della "Hauptpilzstelle".
Conosciuto per le sue indagini intrafamiliari sulle famiglie botaniche Amaranthaceae, Chenopodiaceae e Caryophyllaceae, nel 1934 suddivise le Chenopodiaceae in otto sottofamiglie (Salicornioideae, Polycnemoideae, Chenopodioideae, Salsoloideae, et al.).
Il genere di piante "Ulbrichia" della famiglia Malvaceae è stato intitolato a lui da Ignatz Urban (1848-1931).

## Pubblicazioni
- (DE)   Die höheren Pilze: Basidiomycetes , terza edizione 1928 (con Gustav Lindau 1866-1923) - I funghi più alti, Basidiomiceti.
- (DE)   Pflanzenkunde , 1920.[5]
- (DE)   Chenopodiaceae . - In: Adolf Engler e Karl Anton Eugen Prantl: Die natürlichen Pflanzenfamilien, seconda edizione. volume 16c: S.379-585, Duncker & Humblot, Berlino 1934.[6]